# 宇垣軍縮
宇垣軍縮（うがきぐんしゅく）とは、加藤高明内閣の陸軍大臣・宇垣一成により、1925年（大正14年）に行われた陸軍の軍縮を指す。

## 概要
第一次世界大戦後、世界的に軍縮が大勢となって、海軍力の軍縮が主要国で協議された。
陸軍でも極東における軍事的脅威が薄らいだことから、帝国議会の追及を受けて山梨半造陸軍大臣のもと二度にわたり軍備の整理・縮小（山梨軍縮）を実施したが、これではまだ不足であるとした政府・国民の不満と、1923年（大正12年）9月に発生した関東大震災の復興費用捻出のため、1925年（大正14年）5月に宇垣一成陸軍大臣の主導の下、第三次軍備整理が行なわれることとなった。当時の陸軍省経理局は三井清一郎主計総監である。

### 廃止
具体的には21個師団のうち
- 第13師団（高田）
- 第15師団（豊橋）
- 第17師団（岡山）
- 第18師団（久留米）
- 連隊区司令部16ヶ所
- 陸軍病院5ヶ所
- 陸軍幼年学校2校

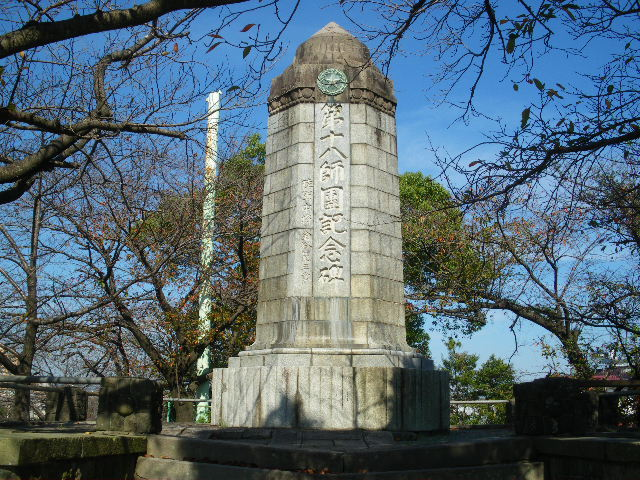
第18師団の廃止に伴い立てられた第十八師團記念碑（久留米市諏訪野町）

を廃止した。この結果として約34,000人の将兵と、軍馬6,000頭が削減された。

### 新設
- 1個戦車連隊（久留米）
- 1個高射砲連隊（浜松）
- 2個飛行連隊（浜松・屏東）
- 1個台湾山砲連隊（台北）
- 陸軍自動車学校（東京）
- 陸軍通信学校（神奈川）
- 陸軍飛行学校（三重、千葉）

### 留意点
- 京浜および阪神地区に近い、宇都宮第14師団・京都第16師団は残置
- 衛戍地の消失を防ぐため部隊の移駐
- 上記に応じて衛戍地に1個歩兵大隊を分屯
- 連隊の伝統を尊重し努めて番号の新しい連隊を廃止

### その後の影響
師団の存在は各地域の格付けという意味合いもあったため、師団の廃止は地域にとって少なからず衝撃を与え、国民に軍部蔑視の風潮を生み出して陸軍内での士気の低下が蔓延した。
だが、これにより浮いた金額は欧米に比べると旧式の装備であった陸軍の近代化に回した。
主な近代化の内容として戦車連隊、各種軍学校などの新設、それらに必要なそれぞれの銃砲、戦車等の兵器資材の製造、整備に着手した。また、学校教練制度も創設された。しかし、それでも師団の編制装備内容は列強陸軍に著しく劣った。また、将校の退役と進級の停滞と将校採用枠の削減は、のちの日中戦争以後の将校不足の原因となった。
また、宇垣軍縮に反対する勢力が、荒木貞夫・真崎甚三郎らを中心に結集し、後の皇道派となる契機を作り、陸軍における派閥対立の原因となったとも言われる。

## 評価
陸軍は三次にわたる軍備整理の結果、将兵約10万人（平時兵力の約3分の1）を削減した。
師団の数は維持した（将官のポストは減らさなかった）山梨軍縮とは違い、宇垣軍縮は4個師団を削減したために将官の整理を行う結果となった。それは軍備縮小に名を借りた思い切った陸軍の「体質改善」（近代化）を目指したものであったが、一度に大量の将校の首を切ったことは陸軍内部に深刻な衝撃を与え派閥抗争の激化を招いた。このことが後に大命降下されながらも宇垣が組閣に失敗し、総理大臣になれなかった遠因にもなった。例を挙げると、石原莞爾と田中新一は仙台陸軍地方幼年学校の出身で、石原の原隊は歩兵第65連隊、田中の原隊は歩兵第52連隊でこれらはすべて宇垣軍縮により廃止されている。この怨念が反宇垣に走り、組閣を流産させた原動力だったと理解することもできる。
山梨・宇垣軍縮による陸軍省予算の削減の効果は、軍縮実施前と比較して1割減程度にとどまった。